# Nevromus sinensis
Nevromus sinensis är en insektsart som beskrevs av C.-k. Yang och Ding Yang 1986. Nevromus sinensis ingår i släktet Nevromus och familjen Corydalidae. Inga underarter finns listade i Catalogue of Life.